# 120-as tempó
A 120-as tempó 1937-ben bemutatott fekete-fehér, magyar filmvígjáték Muráti Lili, Básti Lajos és Mihályffy Béla főszereplésével.

## Történet
Turner Konrád 50. születésnapja alkalmából a személyzeti igazgató, Walter 85 embert akar elküldeni a banktól, köztük Levitzky Tibort is. Richter igazgató, Levitzky jóakarója azt tanácsolja neki, hogy keresse fel otthonában délután az elnök urat, és beszéljen vele, hogy ne küldje el őt.
Levitzky el is megy az elnök úrhoz, de a kapu előtt az elnök csinos leánya, Marianne, aki szeret száguldozni az autójával, a házuk előtt elüti a fiatalembert. Beviszi a házba, s miután nagynénjével ráadják Levitzkyre Turner úr első zsakettjét, úgy mutatják be az elnöknek, mint Marianne barátját. Turner úr Levitzkyt régi megboldogult barátja, Lehotzky Rafael fiának tartja, mivel a nevek közötti különbséget nem veszi észre.
Másnap mindenki úgy viselkedik Levitzkyvel, mintha ő maga lenne az elnök. Walter, aki ki akarta dobni, elkezdi tegezni és Richter is barátságosabb vele szemben. Marianne arra kéri, hogy az édesapja előtt továbbra is játsszák a szerelmes párt.
Levitzky így is tesz, de Turnerék estéjén az elvált asszony, Perlakyné magába bolondítja „Rafael fiát”, Marianne azonban túl büszke ahhoz, hogy átengedje „szerelmét”. Ugyanezen az estélyen Turner úr, Walter és Müller igazgató urak társaságában elhatározza, hogy elküldi Amerikába üzleti útra, mert azt hitték egy levélből, hogy az amerikai székhelyű Transatlantic Trust elnöke Levitzky nagybátyja, holott Levitzkynek csak az elnök sofőrje a rokona.
Levitzky elutazik Amerikába, ahol sikeresen elintézi a rábízott feladatot, s amikor hazatér, hősként fogadják főnökei, és előléptetik igazgatóvá. Amíg Amerikában volt, Marianne tényleg szerelmes lett Levitzkybe. A fiatalember bevallja Turner Kornélnak, hogy ő nem a Rafael fia, és nem nagybátyja a Tranatlantic Trust elnöke, sőt még csak nem is volt szerelmes Marianne-ba, amikor zsakettban megismerte őt. De mivel Turner mindig is szerette a tehetséges embereket – hiszen magát is annak tartotta – és mivel most már a fiatalok szeretik egymást, áldását adja Levitzky és Marianne házasságára.

## Szereplők
- Muráti Lili – Turner Marianne
- Básti Lajos – Levitzky Tibor
- Mihályffy Béla – Turner Konrád, elnök
- Kabos Gyula – Richter Menyhért
- Mezey Mária – Perlakyné
- Z. Molnár László – Walter, személyzeti igazgató
- Dénes György – titkár
- Sugár Lajos – Turnerék inasa